# 马师融
马师融，别号余三，青海循化人，中华民国政治人物。
1936年11月到职青海省高等法院院长，四马拒孙之役时，马麟派遣马师融赶赴宁夏联络马鸿逵、马鸿宾，相互约定共同抵御孙殿英。1937年6月25日署理青海省高等法院院长，1946年4月，因涉嫌贪污被免职。